# 黒潮皐月賞
黒潮皐月賞（くろしおさつきしょう）は高知競馬の3歳クラシック三冠の一つで、高知県競馬組合が高知競馬場のダート1400メートルで施行する地方競馬の競走である。正式名称は「高知新聞社協賛 黒潮皐月賞」。

## 概要
1997年に四国（高知）所属馬限定の高知競馬のサラ系クラシック第一戦として実施された。
2009年から2011年までは近畿・中国・四国地区交流競走として施行され、兵庫所属・福山所属の競走馬が出走可能であった。2012年は中国・四国交流として施行され、翌2013年以後は高知地区限定の競走となっている。
以前は2001年から2003年まではデイリースポーツ社から優勝杯の提供を受けていた事に伴い、「デイリースポーツ杯 黒潮皐月賞」の名称で施行、2005年から2007年までは高知さんさんテレビから優勝杯の提供を受けた事に伴い、「さんさんテレビ杯 黒潮皐月賞」の名称で施行されたが、2008年からは高知さんさんテレビの優勝杯の提供がトレノ賞に移ったため、本競走の優勝杯の提供から撤退し、名称を「黒潮皐月賞」に戻した。2012年から高知新聞社から優勝杯の提供を受け、「高知新聞社杯 黒潮皐月賞」の名称で施行されている。
負担重量は2010年から定量で56kg（牝馬54kg）であったが、2025年に57kg（牝馬55kg）に変更された。

### 条件・賞金等（2025年）
出走条件
サラブレッド系3歳、高知所属
負担重量
定量で57kg、牝馬2kg減。
賞金額
1着800万円、2着280万円、3着160万円、4着120万円、5着80万円、6着以下40万円。
優先出走権付与
本競走の優勝馬には高知優駿の優先出走権が付与される。

## 歴史
- 1997年 - 高知競馬場のダート1400mのサラブレッド系4歳（現3歳）の四国所属馬限定の重賞競走「黒潮皐月賞」として創設。
- 2000年 - 北野真弘が騎手として史上初の3連覇。
- 2001年
  - 馬齢表示の国際基準への変更に伴い、出走条件を「サラブレッド系4歳の四国所属馬」から「サラブレッド系3歳の四国所属馬」に変更。
  - デイリースポーツ社から優勝杯の提供を受け、名称を「デイリースポーツ杯 黒潮皐月賞」に変更。
- 2003年 - 雑賀秀介が調教師として史上初の連覇。
- 2004年 - デイリースポーツ社が優勝杯の提供から撤退し、名称を「黒潮皐月賞」に戻す。
- 2005年
  - 高知さんさんテレビから優勝杯の提供を受け、名称を「さんさんテレビ杯 黒潮皐月賞」に変更。
  - 西川敏弘が騎手として史上2人目の連覇。
- 2008年
  - 高知さんさんテレビの優勝杯の提供がトレノ賞に移ったため、名称を「黒潮皐月賞」に再度戻す。
  - 濱田達也騎手がデビュー後初勝利をこのレースで飾った。新人騎手が初勝利を重賞で飾るのは異例のことである。
- 2009年 - この年から近畿・中国・四国地区交流競走として施行され、出走条件を「サラブレッド系3歳の近畿・中国・四国所属馬」に変更。
- 2010年
  - 中西達也が騎手として史上3人目の連覇。
  - 炭田健二が調教師として史上2人目の連覇。
- 2012年 - 高知新聞社から優勝杯の提供を受け、名称を「高知新聞社杯 黒潮皐月賞」に変更。中国・四国交流に変更。
- 2013年 - 高知地区限定の競走となる。
- 2025年 - 負担重量が56kg（牝馬2kg減）から57kg（牝馬2kg減）に変更される

### 歴代優勝馬
| 回数   | 施行日        | 優勝馬             | 性齢 | 所属 | タイム | 優勝騎手 | 管理調教師 | 馬主                  |
| ------ | ------------- | ------------------ | ---- | ---- | ------ | -------- | ---------- | --------------------- |
| 第1回  | 1997年4月29日 | イージースマイル   | 牝4  | 高知 | 1:31.9 | 赤岡修次 | 谷力       | 高野道生              |
| 第2回  | 1998年5月3日  | カイヨウジパング   | 牡4  | 高知 | 1:30.1 | 北野真弘 | 土居高知   | 隅田勝利              |
| 第3回  | 1999年5月5日  | ギャロップスキー   | 牡4  | 高知 | 1:29.5 | 北野真弘 | 曽我心一   | 松本昭代              |
| 第4回  | 2000年4月30日 | オオギリセイコー   | 牡4  | 高知 | 1:30.0 | 北野真弘 | 濱田隆憲   | 大束賢次              |
| 第5回  | 2001年4月29日 | マルチラブリー     | 牝3  | 高知 | 1:29.3 | 徳留康豊 | 松木啓助   | 千頭喜代子            |
| 第6回  | 2002年5月4日  | リンデンスワロー   | 牡3  | 高知 | 1:28.6 | 北野真弘 | 雑賀秀介   | 大束賢次              |
| 第7回  | 2003年4月27日 | ワイエスジュリアン | 牝3  | 高知 | 1:32.3 | 中西達也 | 雑賀秀介   | 河崎節子              |
| 第8回  | 2004年5月3日  | カイヨウソルトオー | 牡3  | 高知 | 1:35.0 | 西川敏弘 | 大関吉明   | 隅田勝利              |
| 第9回  | 2005年5月5日  | トップアオバ       | 牝3  | 高知 | 1:33.7 | 西川敏弘 | 國澤輝幸   | 隅田愛子              |
| 第10回 | 2006年5月7日  | マルチシークレット | 牡3  | 高知 | 1:32.0 | 鷹野宏史 | 松木啓助   | 千頭喜代子            |
| 第11回 | 2007年5月6日  | スパイナルコード   | 牡3  | 高知 | 1:32.0 | 明神繁正 | 大関吉明   | 西森鶴                |
| 第12回 | 2008年5月11日 | タケショウクィーン | 牝3  | 高知 | 1:33.1 | 濱田達也 | 雑賀正光   | 松本和男              |
| 第13回 | 2009年5月15日 | グランシング       | 牡3  | 高知 | 1:35.0 | 中西達也 | 炭田健二   | 西森鶴                |
| 第14回 | 2010年5月21日 | ナロウエスケープ   | 牝3  | 高知 | 1:31.6 | 中西達也 | 炭田健二   | 西森鶴                |
| 第15回 | 2011年5月20日 | マイネリスペクト   | 牝3  | 高知 | 1:33.7 | 宮川実   | 細川忠義   | 西森鶴                |
| 第16回 | 2012年5月18日 | ドンスキマー       | 牡3  | 高知 | 1:33.0 | 赤岡修次 | 工藤英嗣   | 西森鶴                |
| 第17回 | 2013年5月12日 | ニシノファスリエフ | 牡3  | 高知 | 1:33.0 | 中西達也 | 炭田健二   | 西森鶴                |
| 第18回 | 2014年5月18日 | ニシケンメイピン   | 牝3  | 高知 | 1:31.8 | 中西達也 | 大関吉明   | 西森三智代            |
| 第19回 | 2015年5月17日 | ジュメーリイ       | 牝3  | 高知 | 1:30.0 | 佐原秀泰 | 那俄性哲也 | 宮澤健                |
| 第20回 | 2016年5月22日 | ブラックビューティ | 牡3  | 高知 | 1:31.6 | 中西達也 | 炭田健二   | 西森鶴                |
| 第21回 | 2017年5月14日 | フリビオン         | 牡3  | 高知 | 1:30.0 | 中西達也 | 炭田健二   | 西森鶴                |
| 第22回 | 2018年5月6日  | ヴァリヤンツリ     | 牝3  | 高知 | 1:32.1 | 西川敏弘 | 中西達也   | 西森鶴                |
| 第23回 | 2019年4月29日 | アルネゴー         | 牡3  | 高知 | 1:30.5 | 倉兼育康 | 細川忠義   | 田村章                |
| 第24回 | 2020年5月3日  | レインズパワー     | 牝3  | 高知 | 1:31.1 | 倉兼育康 | 細川忠義   | 西森鶴                |
| 第25回 | 2021年5月2日  | ハルノインパクト   | 牡3  | 高知 | 1:31.2 | 西川敏弘 | 宮路洋一   | 深瀬歩                |
| 第26回 | 2022年5月1日  | ヴェレノ           | 牝3  | 高知 | 1:31.0 | 畑中信司 | 宮川真衣   | 尾崎智大              |
| 第27回 | 2023年4月30日 | ユメノホノオ       | 牡3  | 高知 | 1:30.0 | 吉原寛人 | 田中守     | 須田靖之              |
| 第28回 | 2024年5月5日  | プリフロオールイン | 牡3  | 高知 | 1:29.4 | 宮川実   | 打越勇児   | (株) グリーンファーム |
| 第29回 | 2025年5月4日  | ジュゲムーン       | 牡3  | 高知 | 1:29.9 | 赤岡修次 | 田中守     | 西森鶴                |

※馬齢は2000年以前については旧表記を用いる。